# يوي كانو
يوي كانو (باليابانية: 鹿野優以) مواليد 22 نوفمبر 1983، هي مؤدية أصوات يابانية.

## أدوارها في الأنمي

### مسلسلات أنمي تلفزيونية
- جينتاما
- النجم المحظوظ
- ون بيس
- غوسيك - سيسيل لافيت

## وصلات خارجية
- يوي كانو على موقع IMDb (الإنجليزية)
- يوي كانو على موقع قاعدة بيانات الفيلم (الإنجليزية)
- يوي كانو على موقع ANN person (الإنجليزية)